# Linea F (metropolitana di New York)
La linea F Sixth Avenue Local è una linea della metropolitana di New York, che collega la città da est, con capolinea presso la stazione di Jamaica-179th Street, a sud, con capolinea presso Coney Island-Stillwell Avenue. È indicata con il colore arancione brillante poiché la trunk line utilizzata a Manhattan è la linea IND Sixth Avenue.

## Storia

### 1900-1999
La linea F venne attivata il 15 dicembre 1940, svolgendo il servizio tra Parsons Boulevard e Church Avenue attraverso le linee Queens Boulevard, Sixth Avenue e Culver. Il servizio era espresso nel Queens e locale a Manhattan e Brooklyn. Durante la seconda guerra mondiale, a partire dal 10 gennaio 1944, la linea fu estesa a 169th Street nei fine settimana e di notte. Inoltre, nel 1948, la linea F si scambiò il capolinea sud con la linea D terminando presso Second Avenue; tuttavia in seguito la linea ritornò al suo capolinea originale.
L'11 dicembre 1950 la linea fu estesa presso la nuova stazione di Jamaica-179th Street durante la notte e i fine settimana. In seguito, questo prolungamento venne inizialmente esteso il 13 maggio 1951 a tutte le ore di morbida e poi l'8 ottobre 1951 anche alle ore di punta. Inoltre, i treni della linea iniziarono a saltare la stazione di 169th Street durante le ore di punta. Nel 1953, le banchine delle stazioni di 75th Avenue e Sutphin Boulevard furono allungata a 200 metri per accogliere treni a 11 carrozze; dall'8 settembre 1953 la linea F iniziò di conseguenza ad usare questi nuovi treni, incrementando la capacità di 4.000 passeggeri. Poi, il 30 ottobre 1954, con l'apertura del collegamento tra le linee IND Culver e BMT Culver, la linea fu limitata a Broadway-Lafayette Street e il servizio a Brooklyn assicurato dalla linea D. Inoltre, il servizio tra Continental Avenue e Parsons Boulevard divenne locale, tranne durante la mattina dei giorni feriali.
Il 29 aprile 1956, la linea F venne prolungata sino a Second Avenue e, a partire dal 6 ottobre 1957, il servizio notturno e nei fine settimana fu limitato a 34th Street-Herald Square. In seguito, il 10 novembre 1958 la linea lasciò il capolinea di Second Avenue e ritornò presso Broadway-Lafayette Street. Nove anni più tardi, l'11 luglio 1967, il servizio tra 179th Street e 71st-Continental Avenues durante la mattina dei gironi feriali divenne locale e la linea fu nuovamente estesa da Broadway-Lafayette Street a Second Avenue. Poi, il 26 novembre 1967, con il completamento dalla Chrystie Street Connection, la linea D venne deviata sul ponte di Manhattan e poi attraverso la linea BMT Brighton a Brooklyn, di conseguenza la linea F la rimpiazzò lungo la linea IND Culver, terminando presso Coney Island-Stillwell Avenue.
Il 19 agosto 1968, il servizio tra Jay Street-Borough Hall e Kings Highway divenne espresso durante le ore di punta; tra Jay Street e Church Avenue in entrambe le direzioni, mentre tra Church Avenue e Kings Highway alternativamente nelle due direzioni. Tuttavia, il 16 giugno 1969, i treni in partenza da Kings Highway iniziarono ad effettuare un servizio locale e non espresso. Il servizio espresso fu poi modificato il 31 dicembre 1972, quando i treni iniziarono ad effettuare tutte le fermate tra Jay Street e Church Avenue, inoltre il servizio divenne espresso anche tra Continental Avenue e Parsons Boulevard, nel Queens. Infine, il servizio espresso a Brooklyn fu nuovamente modificato il 19 gennaio 1976, salvo poi essere eliminato il 30 agosto dello stesso anno.
Il 28 agosto 1977, la linea divenne locale nel Queens tra Continental Avenue e Queens Plaza durante la notte per rimpiazzare la linea GG, non attiva in quella fascia oraria. In seguito, il 24 maggio 1987, le linee N e R si scambiarono i capolinea nel Queens e come parte di questo piano, il capolinea nord della linea F fu arretrato, durante la notte, inizialmente a 57th Street e poi a 21st Street-Queensbridge con l'apertura della linea IND 63rd Street il 29 ottobre 1989. Il 25 ottobre 1992, la linea F divenne locale tra Continental Avenue e Jamaica-179th Street e, infine, il 31 agosto 1997 il servizio notturno ritornò a 179th Street.

### 2000-presente
Nel dicembre del 2000, la linea iniziò ad essere reindirizzata attraverso il nuovo 63rd Street Connector durante i fine settimana e di notte. Il 16 dicembre 2001, il 63rd Street Connector venne ufficialmente aperto, collegando la linea IND 63rd Street alla linea IND Queens Boulevard, e, non senza controversie, la linea locale V rimpiazzò il servizio della linea F attraverso il 53rd Street Tunnel tra Manhattan e Queens, mentre la linea F fu deviata nel 63rd Street Tunnel, effettuando un servizio espresso nel Queens tra Forest Hills-71st Avenue e 21st Street-Queensbridge.
L'8 settembre 2002, la stazione di Coney Island-Stillwell Avenue fu chiusa per ingenti lavori e il capolinea della linea quindi arretrato presso Avenue X. Il servizio tra questa stazione e Coney Island venne perciò assicurato da un autobus navetta. La linea F ritornò a Coney Island il 23 maggio 2004, una volta terminati i lavori.

## Il servizio
Come il resto della rete, la linea F Sixth Avenue Local è sempre attiva, 24 ore al giorno, sette giorni su sette. Svolge un servizio espresso nel Queens a ovest di Forest Hills-71st Avenue e un servizio locale a Manhattan e Brooklyn, ferma in 45 stazioni ed ha un tempo di percorrenza di un'ora e 40 minuti circa.
Possiede interscambi con 20 delle altre 24 linee della metropolitana di New York, con due linee della Port Authority Trans-Hudson, con il servizio ferroviario suburbano Long Island Rail Road, con numerose linee automobilistiche gestite da MTA Bus e NYCT Bus e con il Roosevelt Island Tramway.

### Le stazioni servite
| Stazione                             |  | Interscambi con la metropolitana | Altri Interscambi                  |
| ------------------------------------ |  | -------------------------------- | ---------------------------------- |
| Queens                               |  |                                  |                                    |
| Jamaica-179th Street                 |  |                                  | MTA Bus · NYCT Bus                 |
| 169th Street                         |  |                                  | NYCT Bus                           |
| Parsons Boulevard                    |  |                                  | MTA Bus · NYCT Bus                 |
| Sutphin Boulevard                    |  |                                  | MTA Bus · NYCT Bus                 |
| Briarwood                            |  | E                                | MTA Bus · NYCT Bus                 |
| Kew Gardens-Union Turnpike           |  | E                                | MTA Bus · NYCT Bus                 |
| 75th Avenue                          |  | E                                | MTA Bus                            |
| Forest Hills-71st Avenue             |  | E · M · R                        | LIRR · MTA Bus                     |
| Jackson Heights-Roosevelt Avenue     |  | 7 · E · M · R                    | MTA Bus · NYCT Bus                 |
| 21st Street-Queensbridge             |  |                                  | MTA Bus                            |
| Manhattan                            |  |                                  |                                    |
| Roosevelt Island                     |  |                                  | Roosevelt Island Tramway · MTA Bus |
| Lexington Avenue-63rd Street         |  | Q                                | MTA Bus · NYCT Bus                 |
| 57th Street                          |  |                                  | NYCT Bus                           |
| 47th-50th Streets-Rockefeller Center |  | B · D · M                        | NYCT Bus                           |
| 42nd Street-Bryant Park              |  | 7 · B · D · M                    | MTA Bus · NYCT Bus                 |
| 34th Street-Herald Square            |  | B · D · M · N · Q · R · W        | PATH · MTA Bus · NYCT Bus          |
| 23rd Street                          |  | M                                | PATH · NYCT Bus                    |
| 14th Street                          |  | 1 · 2 · 3 · L · M                | PATH · NYCT Bus                    |
| West Fourth Street-Washington Square |  | A · B · C · D · E · M            | PATH · NYCT Bus                    |
| Broadway-Lafayette Street            |  | 4 · 6 · B · D · M                | NYCT Bus                           |
| Second Avenue                        |  |                                  | NYCT Bus                           |
| Delancey Street                      |  | J · M · Z                        | NYCT Bus                           |
| East Broadway                        |  |                                  | NYCT Bus                           |
| Brooklyn                             |  |                                  |                                    |
| York Street                          |  |                                  | NYCT Bus                           |
| Jay Street-MetroTech                 |  | A · C · N · R                    | MTA Bus · NYCT Bus                 |
| Bergen Street                        |  | G                                | NYCT Bus                           |
| Carroll Street                       |  | G                                | NYCT Bus                           |
| Smith-Ninth Streets                  |  | G                                | NYCT Bus                           |
| Fourth Avenue                        |  | D · G · N · R                    | MTA Bus · NYCT Bus                 |
| Seventh Avenue                       |  | G                                | NYCT Bus                           |
| 15th Street-Prospect Park            |  | G                                | NYCT Bus                           |
| Fort Hamilton Parkway                |  | G                                | MTA Bus                            |
| Church Avenue                        |  | G                                | NYCT Bus                           |
| Ditmas Avenue                        |  |                                  |                                    |
| 18th Avenue                          |  |                                  | NYCT Bus                           |
| Avenue I                             |  |                                  | NYCT Bus                           |
| Bay Parkway                          |  |                                  | NYCT Bus                           |
| Avenue N                             |  |                                  | NYCT Bus                           |
| Avenue P                             |  |                                  |                                    |
| Kings Highway                        |  |                                  | NYCT Bus                           |
| Avenue U                             |  |                                  | NYCT Bus                           |
| Avenue X                             |  |                                  | NYCT Bus                           |
| Neptune Avenue                       |  |                                  | NYCT Bus                           |
| West Eighth Street-New York Aquarium |  | Q                                | NYCT Bus                           |
| Coney Island-Stillwell Avenue        |  | D · N · Q                        | NYCT Bus                           |

## Il materiale rotabile
Sulla linea F vengono attualmente usati due diversi materiali rotabili, gli R46 e gli R160. I primi risalgono agli anni 1970 e furono prodotti dalla Pullman Company, i secondi sono degli anni 2010 e furono prodotti dall'Alstom e dalla Kawasaki Heavy Industries. Le vetture a disposizione della linea sono in totale 400 R160 e 32 R46, assemblabili in diverse configurazioni. Il deposito assegnato alla linea è quello di Jamaica.